# Re:Take
Re:Take, aujourd'hui renommée Almyr - Re: Take est une chaine YouTube lancée en août 2012 par le duo de comédiens Victor Niverd et Maxime Hoareau. La chaine est spécialisée dans le doublage et la parodie d'anime.
Le 19 septembre 2022, la chaine annonce sa fermeture prochaine pour des problèmes de droits d'auteur. La chaine obtient finalement gain de cause et continue d'exister.
En 2024, le duo annonce sa séparation avec le départ de Maxime Hoareau, la chaine est toutefois maintenue.

## Participants[7]

### Réalisation
- Gaël Copin
- Elian Villain
- Jérémy Devaux
- Pierre Mikael Ayoun
- Nicolas Jaffré
- Tom Christe
- Théo Christe
- John Sanz y Bueno

### Scénario
- Victor Niverd
- Maxime Hoareau
- Garnt Maneetapho
- Gaël Copin
- Laurent Blanpain
- Ninon Moreau
- Théophane Bachelier
- Lenny Mezemmeroune
- Lenny Royer

### Doublage
- Victor Niverd
- Maxime Hoareau
- Laurent Blanplain
- Lenny Mezemmeroune
- Anna Lauzeray-Gishi
- Barbara Damide
- Camille Ronfard
- Laurent Gris
- Gaël Copin
- Lea Biotti
- Arthur Khong Scopazzo
- Athéna Dias
- Clotilde Verry
- Youcef Guittoune
- Grégory Laisné
- Orane Boutin
- Florine Orphelin
- Salomé Granelli
- Bruno Meyere
- Valérie Bachère
- Bob Lennon
- Geoffrey Petit-Jean-Genat
- Luna Moge
- Hugo Da Conceicao
- Benoît Fort-Junca
- Elian Villain
- Arnaud Laurent
- Maud Vincent
- Gilles Morvan
- Ninon Moreau
- Salomé Maillé
- Alain Niverd
- Frédéric Souterelle
- Margot Geffroy
- Bastien Bourlé
- David Chabant
- Benjamin Pascal
- Adeline Chetail
- Alix Breinl
- Morgane Brehamel
- Amaury Boutier
- Aurélien Haies
- Charles Phily
- Alexis Daumain
- Mathilde Orange
- CrazyBombWorld
- Lola Mareels
- Lucas Parmentier
- Ishigata
- Pauline Blanc
- Maguelone Fritsch
- Nina Broniszewski-Madre
- Benoît Allemane
- Fouzia Youssef
- Mario Bastelica
- Antoine Tomé
- Elyse Phel
- Xavier Couleau
- Mathieu Touquet
- Julien Chatelet
- Alexis Rangheard
- Seaz
- Maël Biotti
- Pierre-André Joly
- Effy
- Thierry Walker
- Adrian Solis
- Sophie Florentin
- Yannick Lassere
- Alexandre Nguyen
- Pascale Chemin
- Cédric Lemaire
- Donald Reignoux
- Bérangère Rochet
- Brigitte Lecordier
- Alexis Tomassian
- Alan Aubert
- Théo Weyland
- Charles Mendiant
- Feldup
- Geneviève Doang
- Yoann Sover
- Benjamin Penamaria
- Arkunir
- Pierre-Alain de Garrigues
- Florent Chako
- Sébastien Desjours
- Slimane Yefsah
- Rémi Gutton
- Sophie Planet
- Esteban Oertil
- Mademoiselle Soso
- Hugo Chardon
- Wissam5_
- Rune Carmes
- Léa Colleu
- Cyeluu
- Solenn Volett
- Esteban Oertli
- Alexandre Croo
- Yann Abiven
- Amandine Chaquin
- Maxime Cohen
- Lenny Royer